# Gamasiphis arcuatus
Gamasiphis arcuatus är en spindeldjursart som beskrevs av Tragardh 1952. Gamasiphis arcuatus ingår i släktet Gamasiphis och familjen Ologamasidae. Inga underarter finns listade i Catalogue of Life.